# Lazzaretto Vecchio
Lazzaretto Vecchio es una isla de la laguna de Venecia, al norte de Italia, situada cerca de la isla Lido de Venecia. Entre  1403 y la plaga del 1630 albergó un hospital que atendía a las personas durante las epidemias de peste. Posteriormente se ha utilizado, al igual que otras islas, como un puesto militar. Cubre un área de 2,53 hectáreas (6,3 acres).
Desde el año 2004 los arqueólogos desenterraron más de 1.500 esqueletos de víctimas de la peste enterrados aquí entre los siglos XV y XVII. Estos han sido encontrados de forma individual, así como en fosas comunes. Se cree que los restos de miles de personas todavía se encuentran en la pequeña isla, al punto de que el número de víctimas presuntamente llegó a 500 por día en el siglo XVI.